# Markiplier
Mark Edward Fischbach, online leginkább Markiplier néven ismert (Honolulu, 1989. június 28. –) amerikai youtuber, játékos-kommentátor, színész és komikus. Emellett társalapítója a Cloak ruházati cégnek, a youtuber Jacksepticeye-jal együtt, valamint a mára megszűnt Unus Annus csatorna társműsorvezetője.
Karrierjét az ohiói Cincinnatiban kezdte, jelenleg (2021) Los Angelesben, Kaliforniában él.
2023 februárjában csatornája közel 20 milliárd megtekintésnél jár és több, mint 35 millió feliratkozóval rendelkezik. Fischbach főleg Let's Play videókat készít, nagyrészt a survival horror műfajból.

## YouTube-karrier

### Csatorna-forma
Fischbach elsősorban az indie és a horror játékok végigjátszásáról ismert, köztük a FNAF sorozatában, az Amnesia: The Dark Descent és annak folytatása, Garry's Mod, Happy Wheels, Surgeon Simulator, SCP - Containment Breach és Slender: The Eight Pages, többek között.
Fischbach vígjáték- és játékvideókon dolgozott együtt számos más YouTube-felhasználóval, köztük a CrankGameplays, a Jacksepticeye, a LordMinion777, a Muyskerm, a PewDiePie, a Matthias, a Game Grumps, a Cyndago, a Yamimash, a Jacksfilms, a CaptainSparklez, az Egoraptor szerkesztője és a LixianTV . Olyan hírességekkel is együttműködött, mint Jack Black  és Jimmy Kimmel .
Fischbach csatornájának visszatérő eleme a jótékonysági élő közvetítések, amelyek során játékokat folytat, miközben kampányol és adományokat gyűjt különféle jótékonysági szervezeteknek, köztük a Cincinnati Gyermekkórház Orvosi Központjának, a Depressziós és Bipoláris Támogatási Szövetségnek és a Legjobb Barátok Állattársaságának .

### Története

#### Korai évek és élete (2012–2014)
Fischbach először csatlakozott a YouTube-hoz 2012. március 6-án, létrehozva egy csatornát a "Markiplier" felhasználónév alatt, és az első videót 2012. április 4-én töltötte fel. Fischbach eredeti szándéka az volt, csatorna szkeccskomédiákban hol lenne ábrázolja az összes karaktert a vázlatok. Ez vezetett létre a nevét „Markiplier”, egy táskát Mark és szorzó.  Fischbach első sorozata az Amnesia: The Dark Descent című videojáték átfutása volt. Több más játéksorozat, köztük a Penumbra és a Dead Space lejátszása után a YouTube betiltotta Fischbach AdSense- fiókját, és 2012. május 26-án létrehozott egy új csatornát, a markiplierGAME-t.
2014-ben, a MarkiplierGAME csatorna szerepel az NewMediaRockstars Top 100 csatornák, rangsorolt száma 61. Abban az évben Fischbach bejelentette, hogy a kaliforniai Los Angelesbe kíván költözni, hogy közelebb kerüljön csatornája más forrásaihoz, például a YouTube Space-hez és más tartalomkészítőkhöz.  2014 augusztusában Fischbach Freddy játékán kezdte meg híres Öt éjszakáját, amely az eddigi legnépszerűbb játék lett, az első rész 2021 januárjától több mint 80 millióan nézték meg. Ennek a sorozatnak a sikere miatt Fischbach az FNAF franchise többi játékát is játszotta, valamint a Freddy's AR: Special Delivery című filmben az Öt éjszaka című filmben is szerepelt.
Fischbach és társa, a YouTuber Jenna Mae megjelent a Jimmy Kimmel Live-on! 2015 szeptemberében azt követően, hogy Kimmel visszahatásokat kapott a YouTube-szal és a Játsszunk videókkal kapcsolatos viccekkel kapcsolatban. 2015-ben hatodikként értékelték a húsz legbefolyásosabb hírességek listáján az Egyesült Államok tinédzserei között.

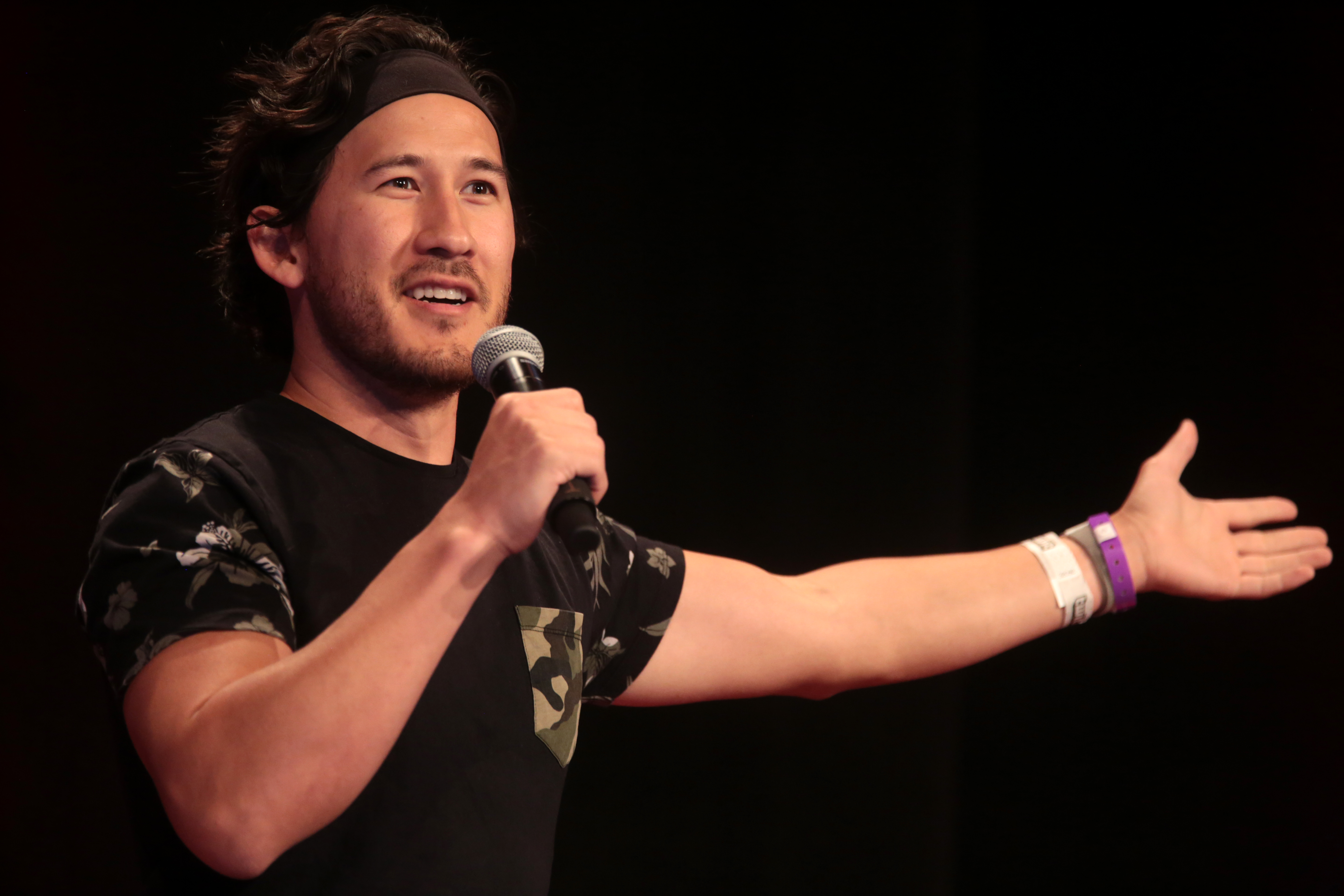
Fischbach 2018-ban

2019 októberében Fischbach bejelentette az új Válasszon saját kaland stílusú történetet, amely hasonlít az A Date With Markiplier-re, a YouTube Originals produkciójára A Heist with Markiplier című művet. A Fischbach és a Rooster Teeth által gyártott sorozat 31 lehetséges véget tartalmaz, és más YouTube- rajongókat is tartalmaz, például Rosanna Pansino, Matthew Patrick és Game Grumps .

#### Unus Annus (2019–2020)
2019. november 15-én a Fischbach és egy másik YouTuber, Ethan Nestor (online nevén: CrankGameplays) Unus Annus néven indított új csatornát, amely egy éven keresztül minden nap egy videó feltöltését tervezte, ezt követően a csatornát törölték videók. A csatorna korai sikert aratott, az első 5 nap során 1 millió előfizetőt szerzett, az első héten pedig több mint 11,5 millió videomegtekintést kapott. Az egyidejűleg több mint 1,5 millió nézőnél tetőző emlékeztető élő közvetítést követően Fischbach és Nestor törölte a csatornát 2020. november 14-én, 12:00 órakor Csendes-óceáni idő szerint.

## Egyéb vállalkozásai
Fischbach 2014 novemberében csatlakozott a képregénykiadó Red Giant Entertainment  Ugyanezen év júniusában, a San Diego Comic-Con konferencián a társaság alakjaival közösen szervezett panelt, többek között Benny R. Powell vezérigazgatóval, David Campiti, Mort Castle, David Lawrence és Brian Augustyn írókkal. 2016-ban bejelentették, hogy a saját képregénysorában jelenik meg.
Fischbach 2016 végén írt alá az Endeavour céggel, és kifejezte érdeklődését a YouTube-tartalom elágazása iránt.
2017 óta az 5.0.5 karaktert hangoztatja a Cartoon Network Villainous sorozatában.

### Cloak
2018-ban a Markiplier bejelentette egy új divatmárka, a Cloak nevű vállalkozás elindítását a Jacksepticeye-vel közös vállalkozásban. A márkanevet úgy alakítottuk ki és indítottuk el, mint egy játékos-központú szabadidős vonal, amely különbözik a személyes árutól. A márka együttműködést adott ki a Mojang Studios, a Five Nights at Freddy's és az Oregon Trail között .
2020-ban a YouTuber és Pokimane streamer csatlakozott a Cloakhoz partnerként és kreatív igazgatóként.

## Filantrópiája
Fischbach több jótékonysági élő közvetítésben és adománygyűjtésben vett részt. 2017-ben a Forbes beszámolt arról, hogy Fischbach és rajongói mintegy 3 millió dollárt gyűjtöttek jótékonysági célokra ezeken az eseményeken keresztül. 2018 márciusában a 20 millió előfizető elérésének ünnepeként Fischbach bejelentette, hogy az "Ízletes aktok" jótékonysági naptárának 48 órás eladásából származó összes bevételt a Rákkutató Intézetnek ajánlja fel ; több mint 490 000 dollárt gyűjtött be jótékonysági célokra és elnyerte a 2020-as Oliver R. Grace-díjat.
2022. októberében YouTube csatornáján jelentette be, hogy jótékonysági OnlyFans oldalt indít, amennyiben 2, kooperációban készült podcastje (Distractible és Go! My Favorite Sports Team) is első helyre kerül a két legnépszerűbb podcast megosztó oldalon (Apple Podcasts és Spotify), utóbbi podcast csak a sport kategóriában. Ez megtörtént, így később 2022-ben elindította a jótékonysági pornóoldalt.

## Magánélete
Fischbach a Hawaii-i Honoluluban, a Tripler Army Orvosi Központban született. Apja, Cliffton M. Fischbach (meghalt 2008), német amerikai, az amerikai hadseregben szolgált. Koreában tartózkodva találkozott Fischbach édesanyjával,  őshonos koreaival . Születése után családja az ohiói Cincinnatibe költözött, ahol felnevelték.  Az ohiói Milfordban nőtt fel  és a milfordi középiskolába járt, ahol tagja volt az iskola menetelő zenekarának, ahol trombitált . Felnőtt korában a családja szegény volt, amivel gyakran viccelődik. Van egy idősebb testvére, Jason Thomas "Tom" Fischbach, művész, a Twokinds webkommunikáció szerzője. Míg Tom Fischbach néhány videóban szerepel, többnyire távol tartja magát attól, hogy az arcát megfilmesítse. Anyai nagyapja a mai Észak-Koreában született, Fishbach felkutatta koreai családja történetét édesanyjával a 2022-ben megjelent Markiplier From North Korea dokumentumfilmben.
Fischbach orvosbiológiai mérnöki tanulmányokat folytatott a Cincinnati Egyetemen, de abbahagyta YouTube-karrierjét.
2018. június 19-én Fischbach mostoha unokahúgát, Miranda Cracraftot 19 éves korában autóbalesetben megölték. 2018. június 26-án Fischbach videót tett közzé édesapjával, megköszönve rajongói bázisának a támogatást.  A GoFundMe révén több mint 79 000 dollárt gyűjtött össze Cracraft temetésére.

### Politikai nézetek
Noha nem támogatta egy meghatározott politikai pártot, Fischbach " liberálisnak " nevezte magát. A Stoneman Douglas Gimnázium lövöldözését követően Fischbach támogatását fejezte ki az egyetemes egészségügyi ellátás  és a fegyverek szigorúbb ellenőrzése terén . Fischbach az LMBT jogok mozgalmának szövetségese, egyik jótékonysági élő közvetítésében pénzt gyűjtött az Emberi Jogi Kampány számára. 2020-ban nyíltan elítélte George Floyd meggyilkolását .

## Filmográfia
| Év   | Cím                      | Szerep     | Ref(s) |
| ---- | ------------------------ | ---------- | ------ |
| 2015 | Smosh: A film            | Saját maga | [ 47 ] |
| 2019 | Heist With Markiplier    | Különféle  | [ 48 ] |
| 2022 | In Space with Markiplier | Különféle  | [ 48 ] |
| 2023 | Iron Lung                | Nem ismert |        |

### Televíziós és websorozatok
| Év           | Cím                              | Szerep                                                 | Megjegyzések                  | Ref(s)        |
| ------------ | -------------------------------- | ------------------------------------------------------ | ----------------------------- | ------------- |
| 2013–2014    | Asztali flip                     | Saját maga                                             | 3 rész                        |               |
| 2014         | asdfmovie                        | A juhtól félő ember / Csecsemőket / Davidet néző ember | 2 rész                        |               |
| 2014         | Idegesítő narancs                | Marc Marinara / Mini cápa                              | 2 rész                        |               |
| 2015 – jelen | YouTube visszanézés              | Saját maga                                             | 4 rész                        |               |
| 2015         | <i id="mwAYg">Grumpcade</i>      | Saját maga                                             | 20 rész                       |               |
| 2016         | Ijeszteni PewDiePie              | Saját maga                                             | 1 rész                        |               |
| 2016         | Játékos útmutató a sok mindenhez | Saját maga                                             | 1 rész                        | [ 49 ]        |
| 2017 – jelen | <i id="mwAaI">Aljas</i>          | 5.0.5                                                  | Főszerep                      | [ 50 ] [ 51 ] |
| 2018 – jelen | 3 Peens in a Pod                 | Saját maga                                             | Podcast                       |               |
| 2019         | Az alvás széle                   | Dave                                                   | Podcast Társproducer Főszerep |               |
| TBA          | Az alvás széle                   | Dave                                                   | TV adaptáció Főszerep         |               |

### Videójátékok
| Év   | Cím       | Szerep              | Ref(s) |
| ---- | --------- | ------------------- | ------ |
| 2020 | AFK Aréna | Markiplier a csapos | [ 52 ] |
|      |           |                     |        |

## Díjak és jelölések
| Év   | Jelölt                              | Díj | Eredmény      | Ref(s) |
| ---- | ----------------------------------- | --- | ------------- | ------ |
| 2016 | Streamy Awards                      | style="background: #FDD; color: black; vertical-align: middle; text-align: center; " class="no table-no2"\|Jelölve              |               |        |
| 2016 | Shorty-díjak                        | style="background: #FDD; color: black; vertical-align: middle; text-align: center; " class="no table-no2"\|Jelölve              |               |        |
| 2016 | A Make-A-Wish Alapítvány díjátadója | style="background: #9EFF9E; color: #000; vertical-align: middle; text-align: center; " class="yes table-yes2 notheme"\|Elnyerte | [ 53 ]        |        |
| 2017 | Arany Joystick-díjak                | style="background: #9EFF9E; color: #000; vertical-align: middle; text-align: center; " class="yes table-yes2 notheme"\|Elnyerte | [ 54 ]        |        |
| 2018 | Kids Choice Awards                  | style="background: #FDD; color: black; vertical-align: middle; text-align: center; " class="no table-no2"\|Jelölve              |               |        |
| 2020 | Streamy Awards                      | style="background: #FDD; color: black; vertical-align: middle; text-align: center; " class="no table-no2"\|Jelölve              | [ 55 ]        |        |
| 2020 | Streamy Awards                      | style="background: #9EFF9E; color: #000; vertical-align: middle; text-align: center; " class="yes table-yes2 notheme"\|Elnyerte | [ 55 ]        |        |
| 2020 | Rákkutató Intézet                   | style="background: #9EFF9E; color: #000; vertical-align: middle; text-align: center; " class="yes table-yes2 notheme"\|Elnyerte | [ 56 ] [ 57 ] |        |

## Fordítás
- Ez a szócikk részben vagy egészben  a   Markiplier című angol Wikipédia-szócikk ezen változatának fordításán alapul.  Az eredeti cikk szerkesztőit annak laptörténete sorolja fel. Ez a jelzés csupán a megfogalmazás eredetét és a szerzői jogokat jelzi, nem szolgál a cikkben szereplő információk forrásmegjelöléseként.